# Netelia contiguator
Netelia contiguator là một loài tò vò trong họ Ichneumonidae.